# Fon Thanasoontron
Fon Thanasoontron (în thailandeză ฝน ธนสุนทร, n. 29 iunie 1974, Provincia Udon Thani, Thailanda) este o actriță și cântăreață thailandeză.

## Tinerețe
Fon Thanasoontron s-a născut pe 1974 într-o familie săracă din Provincia Udon Thani. Ea și-a început cariera muzicală în 1988, colaborând cu Sure Entertainment.

## Discografie

### Album
- Hak Aai Jong Bong ฮักอ้ายโจงโปง (1998)
- Jai Oon ใจอ่อน (2000)
- Aeb Rak Khao แอบรักเขา ชุดพิเศษ (2001)
- Kho Chai Sit ขอใช้สิทธิ์ (2002)
- Phee Chai Chue Krao พี่ชายชั่วคราว (2003)
- Plae Pen Wan Valentine แผลเป็นวันวาเลนไทน์ (2004)
- Rak Mod Jai รักหมดใจ ชุดพิเศษ (2005)
- Dao Pradab Jai ดาวประดับใจ ชุดพิเศษ (2005)
- Koi Koi Ploi Mue ค่อยๆ ปล่อยมือ (2005)
- Fon Fak Rak ฝนฝากรัก (2006)
- Hua Jai Fak Tham หัวใจฝากถาม (2006)
- Tueng Vela Bok Rak ถึงเวลา...บอกรัก (2007)
- lieak Thee Rak Dai Mai เรียกที่รักได้มั้ย (2008)
- Pen Fan Kan Ma เป็นแฟนกันมะ (2008)
- Rak Nee Mai Mee Lueam รักนี้ไม่มีลืม (2009)
- Chan Ja Ngon Laew Na ฉันจะงอนแล้วนะ (2010)
- Kaew Ta Duang Jai แก้วตาดวงใจ (2011)